# Pleurostomataceae
Pleurostomataceae är en familj av svampar. Pleurostomataceae ingår i ordningen Calosphaeriales, klassen Sordariomycetes, divisionen sporsäcksvampar och riket svampar.
| Pleurostomataceae | \| \| Pleurostomophora \| \| \| \| \| \| Pleurostoma \| \| \| \| |
|                   | \| \| Pleurostomophora \| \| \| \| \| \| Pleurostoma \| \| \| \| |
|                   | Calosphaeriaceae                                                 |
|                   |                                                                  |
|                   | Conidiotheca                                                     |
|                   |                                                                  |
|                   | Sulcatistroma                                                    |
|                   |                                                                  |
|                   | Pleurostomophora                                                 |
|                   |                                                                  |
|                   | Pleurostoma                                                      |
|                   |                                                                  |

|  | Pleurostomophora |
|  |                  |
|  | Pleurostoma      |
|  |                  |